# Chlorocoma neptunus
Chlorocoma neptunus är en fjärilsart som beskrevs av Butler 1886. Chlorocoma neptunus ingår i släktet Chlorocoma och familjen mätare. Inga underarter finns listade i Catalogue of Life.